# Бейшебек уулу, Жаныбек
Бейшебек уулу Жаныбек (род. 13 декабря 1992 года, Ыссык Кульский район, Ыссык Кульская область) — киргизский боец Муай-Тай, Кикбоксинг и ММА. Чемпион Евразии среди профессионалов. Чемпион мира. Многократный чемпион Азии. Заслуженный мастер спорта Кыргызской Республики по Муай-Тай. Мастер спорта Кыргызской Республики по кикбоксингу. Мастер спорта Кыргызской Республики по ММА. Многократный чемпион Кыргызстана среди любителей. Выступал в таких промоушенах как Thai fight, Max Muay Thai, MX Muay Xtreem, Lumpine, Super Muay Thai, FFC, Toyota Revo, One x One, Tna Fights, WBC Muay Thai, RAGE Arena, WMF Pro, Nomad fighting.
Спортивная карьера

## Биография
Бейшебек уулу Жаныбек, родился 13 декабря 1992 года в селе Григорьевка, Ыссык-Кульского района, Ыссык-Кульской области. Отец: Акматов Бейшебек Имашович 01.04.1960 г.р. Мама: Мусуралиева Гулжан Исмаиловна 23.09.1965 г.р. ушла из жизни 14.10.2006 году. Старший брат: Байтереков Бакберди Курманбекович 12.01.1986 г.р. Средний брат: Бейшебек уулу Жакшылык 15.08.1990 г.р. Детство прошло в селе Григорьевка, рос с братьями в теплых отношениях.
В 2009 году окончил Григорьевскую среднюю школу им. А.С Пушкина, в 2010 году Бишкекский Агроэкономический колледж им. С. Турсунова, 2019 году — факультет физической культуры Кыргызской государственной академии физической культуры и спорта. В 2022 году прошел службу (СМР) в городе Балыкчы Ыссык Кульской области.

## Спортивная карьера
Бейшебек уулу Жаныбек считается[кем?] одним из сильных профессиональных бойцов май-тай и кикбоксинга в Азии. С 2016—2018 годы жил и выступал в Таиланде. Проводил бои против сильнейших бойцов мира таких как Хаял Султан оглы Джаниев, Саенчай Сор Кингстар, Фёдор Черкашин, Rungravee Sasiprapa, KHONKAENLEK sitpholek, Жаныбек выступает за команду Muay Team.